# Kina berättar: Solskenet i munnen
Kina berättar: Solskenet i munnen är en antologi med tio noveller av samtida yngre kinesiska författare utgiven 2003.
Samtliga medverkande författare är födda under eller strax före Kulturrevolutionen och inledde sina författarbanor efter 1980. Bland författarna finns även en kinesisk mongolisk-tibetansk författare (Tsering Dondrup).
Urval och översättning är gjord av Anna Gustafsson Chen. Efterord av Torbjörn Lodén och Chen Maiping.

## Innehåll
- Anna Gustafsson Chen Förord
- Su Tong Lika vackra som änglar
- Mian Mian En patient
- Tsering Dondrup Ett skådespel till massornas förnöjelse
- Zhu Wen Nu flyger jag
- Hong Ying Ute på fältet
- Yu Gu Bara ett skämt
- Han Dong Peruken
- Chen Ran Solskenet i munnen
- Wu Chenjun Drömmar
- Yu Hua En berättelse om döden
- Torbjörn Lodén och Chen Maiping Ut ur järnhuset - kinesisk litteratur efter Mao